# Talcott Parsons
Talcott Parsons (født 13. december 1902, død 8. maj 1979) var en amerikansk sociolog, som anses for at være en af de mest indflydelsesrige engelsksprogede sociologer i det 20. århundrede.
Parsons introducerede Max Webers teorier i USA, og hans fortolkning prægede længe den amerikanske forståelse af Webers idéer. 
Parsons udviklede – i sin bestræbelse på at udarbejde en helhedsmodel – en generel teori om samfundets struktur, udvikling og funktion. Den betegnes som AGIL-systemet på baggrund af dens hypotese om, at alle grupperinger eller samfund forsøger at opretholde fire grundlæggende funktioner: adaptation, goal attainment, integration og latency. 
Parsons teoretiske perspektiv er blevet betegnet som strukturfunktionalisme. 
Det funktionalistiske perspektiv består i at betragte helheden som en organisme, hvor alle fænomener, f.eks.institutioner analyseres ud fra deres funktion i helheden. 
Parsons selv erklærede, at hans teori var mere vidtgående end den klassiske funktionalisme.

## Væsentlige værker
- The Structure of Social Action (1937),
- The Social System (1951),
- Structure and Process in Modern Societies (1960),
- Sociological Theory and Modern Society (1968),
- Politics and Social Structure (1969).